# 南山城村
南山城村（日语：／ Minamiyamashiro mura */?）是位於日本京都府東南部的村，隸屬於相樂郡，也是府內唯一的村。轄區四面環山且地處伊賀盆地西部的邊緣地區，木津川流經轄區的中央地帶並往西流。南山城村以生產宇治茶為主，是京都府內茶葉生產量排名第二的行政區劃。而當地在對外通勤與就學上較依賴東邊的三重縣伊賀市。
南山城村內的茶園以「童仙房、高尾、田山、今山的茶園」之名被列入「日本茶800年的歷史散步」的名單之一，並於2015年4月認定為日本遺產。

## 地理
南山城村內約72%的面積被森林覆蓋。轄區位於周邊各縣的交界地帶。北部坐落著笠置山地，並與和束町和滋賀縣甲賀市接壤；南部和奈良縣奈良市相接；東邊則為三重縣伊賀市。全村四面環山且地處伊賀盆地西部的邊緣地區，木津川的南部坐落著海拔150公尺至200公尺的平緩高原，木津川以北的海拔則約600公尺。流經南部月瀨湖（高山水壩）的名張川在村內的中央地帶與流經夢絃峽的木津川匯流，並在京都府的西南邊注入淀川。

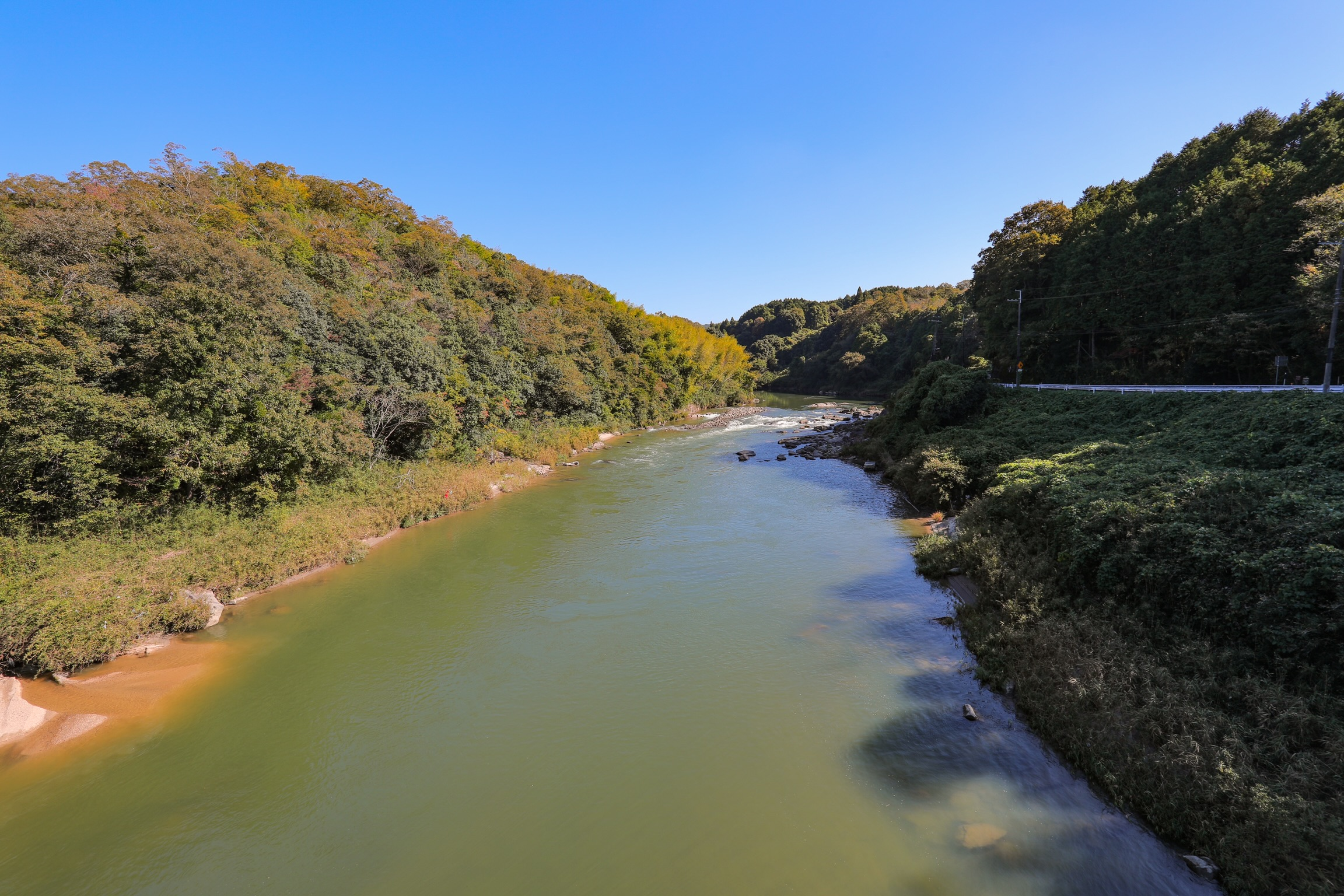
流經村內的木津川

### 氣候
南山城村的氣候展現出瀨戶內海式氣候的特徵。當地的年降雨量約1500毫米，冬季會受到強勁的西北風吹拂，但降雪量較少。而當地的降霜時期則從10月下旬持續至隔年的4月下旬，有時甚至會在5月下旬降下晚霜。位於木津川沿岸的聚落因和其他地區相比濕度較高，因此時常出現霧。

## 歷史
南山城村在江戶時代為伊賀街道的途經之地，其中北大河原地區發展成伊賀街道的宿場町。慶應4年（1868年）戊辰戰爭爆發時，當時的南山城地區共坐落著6個村落，分別為高尾村、法平尾村、田山村、北大河原村、南大河原村與野殿村。明治4年（1871年），日本廢藩置縣，除野殿村以外的村落皆由柳生縣管轄，並於同年11月22日移交給京都府進行管理。明治5年（1872年）7月，童仙房與野殿村合併成童仙房村，但於明治16年（1883年）分離。
明治22年（1889年），日本實施町村制，並將高尾村、法平尾村與田山村合併成高山村，北大河原村、南大河原村、野殿村與童仙房村則合併成大河原村。昭和30年（1955年）4月1日，高山村與大河原村合併成現今的南山城村。

## 人口
南山城村的總人口數在1995年達到最高峰4,024人，之後便逐年下滑，至2015年的日本國勢調查時已降至2,652人。而當地的高齡人口比率截至2020年為48.5%，預估2040年將上升至61.8%。
| 南山城村人口分布圖 |                                                 |  |
| 南山城村與日本全國年齡別人口分布比較圖 （2005年資料） | 南山城村的年齡、男女別人口分布圖 （2005年資料） |  |
| ■紫色是南山城村 ■綠色是全国 | ■藍色是男性 ■紅色是女性                         |  |
| 南山城村人口變化 \| 1970年 \| 3,570人 \| \| \| 1975年 \| 3,388人 \| \| \| 1980年 \| 3,396人 \| \| \| 1985年 \| 3,701人 \| \| \| 1990年 \| 3,890人 \| \| \| 1995年 \| 4,024人 \| \| \| 2000年 \| 3,784人 \| \| \| 2005年 \| 3,466人 \| \| \| 2010年 \| 3,078人 \| \| \| 2015年 \| 2,652人 \| \| \| 2020年 \| 2,391人 \| \| |                                                 |  |
| 資料來源：日本總務省統計中心提供之人口普查數據 |                                                 |  |
| 1970年 | 3,570人                                         |  |
| 1975年 | 3,388人                                         |  |
| 1980年 | 3,396人                                         |  |
| 1985年 | 3,701人                                         |  |
| 1990年 | 3,890人                                         |  |
| 1995年 | 4,024人                                         |  |
| 2000年 | 3,784人                                         |  |
| 2005年 | 3,466人                                         |  |
| 2010年 | 3,078人                                         |  |
| 2015年 | 2,652人                                         |  |
| 2020年 | 2,391人                                         |  |

## 行政
現任村長平沼和彥於2023年6月在選舉中成功連任，其任期將持續至2027年6月。此次的村長選舉也是南山城村自1995年以來，連續28年在沒有投票的狀況下選出村長。

## 經濟

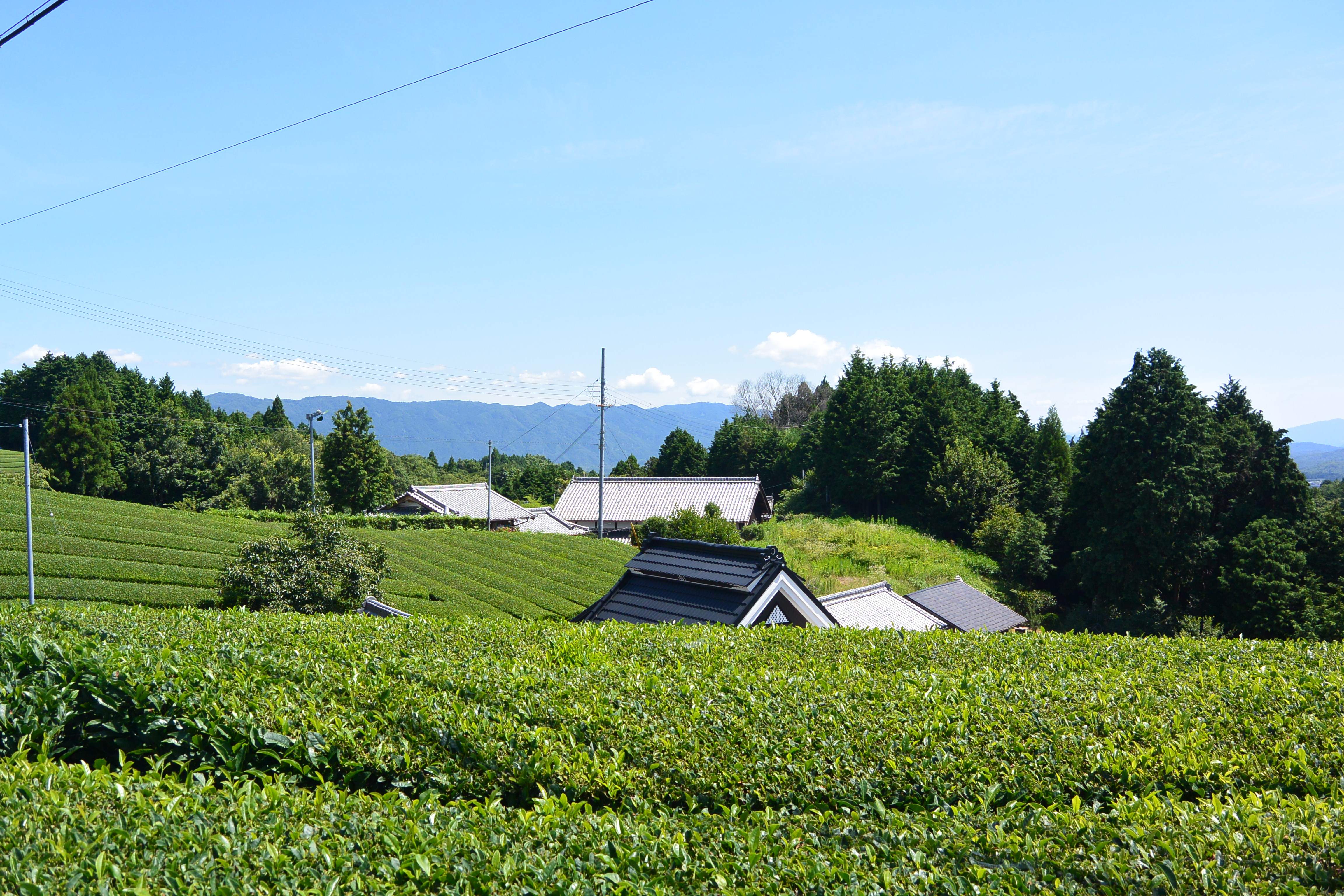
荒堀地區的茶園

根據日本2015年的國勢調查統計，南山城村的就業人口中有14.4%從事第一級產業，18.8%的就業人口從事第二級產業，其餘的66.8%則從事第三級產業。當地的農業以生產宇治茶為主，是京都府內茶葉生產量第二大的行政區，栽培面積截至2023年則為府內第三大。而南山城村生產的煎茶截至2019年已在關西茶品評會中連續20年榮獲產地賞，並於2024年的品評會中再度得獎。但近年來當地的茶業也面臨勞動人口不足、生產戶數減少等問題，導致村內的部分茶園因此荒廢。
由於南山城村內擁有道之驛「茶之京都南山城村」等設施，因此吸引許多觀光客前來。根據統計，2015年至2019年當地每年約有26.1萬至100.6萬名遊客到訪，2020年和2021年則受到嚴重特殊傳染性肺炎疫情的影響下降至約62.6萬至66.7萬人。

## 教育
南山城村內設有1所小學校與1所中學校，分別為相樂東部廣域連合立南山城小學校與相樂東部廣域連合立笠置中學校。

## 交通
國道163號以東西向穿越南山城村，為當地的交通幹道之一。鐵路方面，西日本旅客鐵道的關西本線沿著木津川通過轄區，並在村內設置月瀨口站及大河原站。而南山城村內原本有民營的巴士路線（三重交通），但於2006年停駛。

## 外部連結
- （日語） 相樂東部廣域連合